# Yamaha FZ750
A Yamaha FZ750 1985 és 1991 között gyártotta a Yamaha.Ez a figyelemre méltóan sikeres modell a Yamaha FZR1000 elődje volt.

## Fejlesztés
A Yamaha 1985-ben dobta piacra. Nagyon népszerű volt. A motor észrevehetően keskenyebb volt a kortárs modelleknél, 20 szelepes hengerfejjel üzemel, akkoriban nagy újításnak számított. hidraulikus kuplungja van, amely nem fárasztja a kezet annyira. Ezenkívül a generátort jobb helyre ( a hengerek mögé) tették, amivel ismét kitűnt a többi motor közül.

## Műszaki adatok
|                   | FZ750                                     |                  |
| ----------------- | ----------------------------------------- | ---------------- |
| Motor             | Négy ütemű, 4 hengeres, soros, vízhűtéses |                  |
| Furat mérete      | 68 x 51.6 mm                              |                  |
| Sürítési arány    | 11.2:1                                    |                  |
| Üzemanyagrendszer | Mikuni BS34 36 mm 4 db karburátor         |                  |
| Kenés             | Nedves olajteknő                          | Nedves olajteknő |
| Gyújtás           | TCI (Digital)                             | TCI (Digital)    |
| Váltó             | 6 sebességes                              |                  |
| Szekunderhajtás   | Lánc                                      |                  |
| Teljes hosszúság  | 2225 mm (87.6 in)                         |                  |
| Teljes szélesség  | 755 mm (29.7 in)                          |                  |
| Teljes magasság   | 1165 mm (45.9 in)                         |                  |
| Ülésmagasság      | 790 mm (31.1 in)                          |                  |
| Hasmagasság       | 155 mm (6.1 in)                           |                  |
| Tengelytávolság   | 1490 mm (58.7 in)                         |                  |
| Önsúly            | 210 kg                                    |                  |
| Első fék          | 2 féktárcsa                               |                  |
| Hátsó fék         | 1 féktárcsa                               |                  |
| Első gumi         | 120/80-HR16                               |                  |
| Hátsó gumi        | 130/80-HR18                               |                  |
| Tank              | 21 L                                      |                  |
| Színek            |                                           |                  |

## Külső hivatkozások
- Yamaha hivatalos honlap, FZ750 története[halott link]